# Розенберг Марсель Ізраїлевич
Марсель Ізраїлевич Розенберг (1896, Варшава — 8 квітня 1938, Москва) — радянський дипломат. Перший представник СРСР у Лізі Націй (1934—1936).

## Життєпис
Народився у 1896 році в Варшаві. До 10 років його рідною мовою була польська. Російську він вивчив для вступу до реального училища. Але незабаром родина переїхала до Кенігсберга, і Марсель вступив до місцевої гімназії. Звідси у 1913 році Марсель переїхав до Берліна, де жили його родичі. З 14-річного віку став цікавитись ідеями соціал-демократії, прочитав «Капітал» Карла Маркса, а на початку 1914 року зустрівся з одним із лідерів німецьких соціал-демократів Карлом Каутським.
Навесні 1914 року Розенберг поїхав до Англії, щоб вивчати англійську мову, що, за його словами, мало послужити йому надалі підмогою у пошуках роботи. Він виявився завбачливим. На початку 1915 року, ознайомившись з одним газетним оголошенням, Розенберг вирушив до Америки, де влаштувався працювати перекладачем технічної документації на фірмі у Нью-Йорку, яка займалася поставками військового спорядження для артилерійського управління російської армії у Петрограді. Там він зустрів російського полковника Чекалаву, який допоміг йому в отриманні дозволу консульства на працевлаштування у Нью-Йорку.
Влітку 1917 Розенберг через Петроград поїхав до Москви. Після повернення до Росії він поступово знайомився з політичною обстановкою, відвідував мітинги, читав газети. Влаштуватися працювати із зовнішньоторговельних зв'язків можливостей був, і він знову повернувся до Петрограда. Там у вересні 1917 року 21-річний Марсель Розенберг познайомився із полковником американської армії Роббінсом, заступником начальника американської місії Червоного Хреста, де займався перекладами, складав письмові зведення з російських газет.
З квітня 1918 року був завідувачем відділу друку повноважного представництва РРФСР в Берліні. З 1920 року першим секретарем радянського повноважного представництва в Афганістані, у 1923 році Тимчасовий повірений у справах СРСР у Туреччині. У 1926—1930 рр. — заступник завідувача національного сектору ЦК РКП(б), з 1930 року радник повноважного представництва СРСР в Італії, з 1931 року тимчасовий повірений у справах СРСР у Франції. З вересня 1934 року по серпня 1936 рр. — перший офіційний представник СРСР при Лізі Націй у Женеві та заступник Генерального секретаря Ліги Націй Жозефа Авеноля. Брав участь у підготовці договору про взаємну допомогу між СРСР та Францією (1935).
З 27 серпня 1936 по лютий 1937 рр. — повноважний представник СРСР в Іспанії. Брав участь в організації операції з вивезення до СРСР золотого запасу Іспанії.
У лютому-грудні 1937 року уповноважений Наркомату закордонних справ при уряді Грузинської РСР. У грудні 1937 року його було усунуто з посади, зарахований до резерву відділу кадрів НКЗС СРСР.
Заарештований 26 грудня 1937 р. Обвинувачений у шпигунстві. Ім'я Розенберга було включено до сталінського розстрільного списку, датованого 5 березня 1938 року (№ 155 у списку з 218 імен та прізвищ, під грифом «Москва — Центр» за підписом старшого майора ГБ Володимира Цесарського). 8 квітня 1938 року вирок формально затверджено засіданні Військової колегії Верховного суду (ВКВС) СРСР. Страчено того ж дня. Реабілітований посмертно 1957 року.